# Satoshi Kitamura
Satoshi Kitamura är en omtalad barnboksförfattare och illustratör, känd för sina perspektiv, vattenfärger, detaljer och karaktärer. Efter att ha vunnit det brittiska priset Mother Goose Award, för sina illustrationer till boken Angry Arthur år 1983, flyttade han permanent från Japan till Storbritannien.